# Albertina Cassani
Albertina Cassani (Bolonya, 1887 - 1965) fou una soprano italiana.
Va estudiar a Bolonya amb Achille Corsi, pare de la soprano Emilia Corsi. Va debutar el 1905 al Teatro Sociale de Portogruaro com a Micaela a Carmen, de Georges Bizet. Des de 1911 va aparèixer moltes vegades com a prima donna al teatres d'òpera d'Holanda. El 1917 va tenir al Teatro Regio de Parma un èxit especial com a Gilda a Rigoletto, de Verdi.
Va ser apreciada a Espanya, on va actuar diverses vegades a partir de 1913 al Teatre del Bosque, al Novetats i al Teatre del Liceu de Barcelona i des de 1914 al Teatre de la Sarsuela i Teatre Real de Madrid.
Després de retirar-se, es va dedicar a l'ensenyament i va obrir una escola de cant de Bolonya.